# 日本運動協会

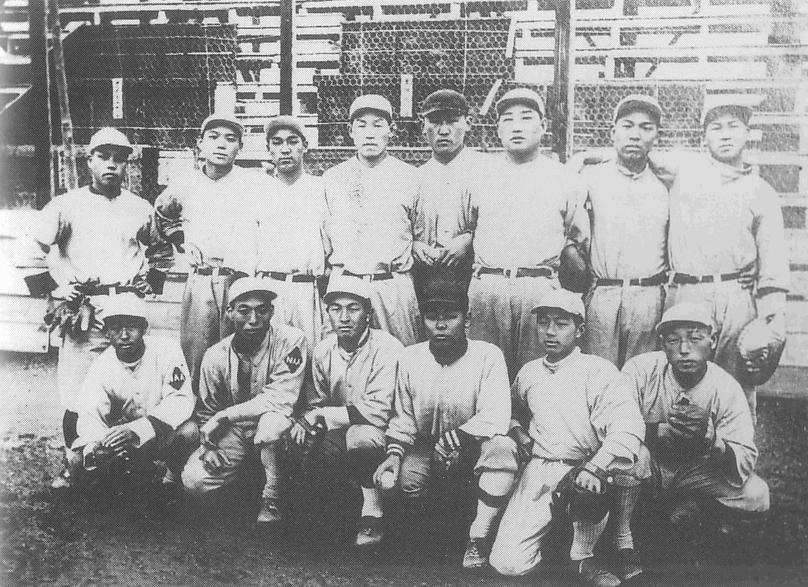
日本運動協会

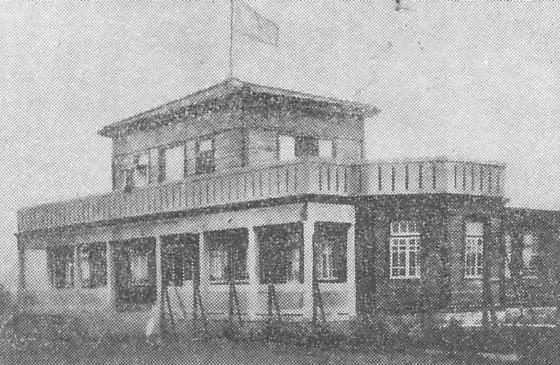
芝浦球場にあった日本運動協会合宿所

日本運動協会（にっぽんうんどうきょうかい、Nippon Athletic Association,　英略称：NAA, 通称：芝浦協会〔しばうらきょうかい〕、1920年 - 1924年）は、かつて東京府東京市芝区（現：東京都港区）の芝浦球場に本拠地を置いて活動した日本のプロ野球球団。日本初のプロスポーツチームである。
この記事では、日本運動協会の解散後、小林一三の協力により、兵庫県川辺郡小浜村（現：宝塚市）の宝塚球場に本拠地を置いて活動した宝塚運動協会（たからづかうんどうきょうかい、Takarazuka Athletic Association、1924年 - 1929年）についても記述する。宝塚運動協会は、日本運動協会、天勝野球団に次いで設立された日本で3番目のプロ野球球団である。

## 歴史

### 日本運動協会

#### 設立までのいきさつ
日本の野球界は長く学生野球がそのメインであったが、1913年（大正2年）にニューヨーク・ジャイアンツ・シカゴ・ホワイトソックスの混合チームである「世界周遊野球チーム」が来日したことや、ベーブ・ルースの活躍の話題が日本にまで届いていたことなどがあり、1920年（大正9年）1月には雑誌『野球界』上で「職業野球団組織の方策」というアンケート特集が組まれるなど、日本にもプロ野球をという動きが高まるようになった。
一方、当時の学生野球、特に大学野球の選手はスターとしてもてはやされるようになっており、その人気に溺れて学業をおろそかにしたり不祥事を起こしたりする選手が増えていたため、早稲田大学野球部部長の安部磯雄らはこの状況を憂いていた。ここで、早稲田OBであった河野安通志は、学生野球の腐敗は問題だが、かといって押さえつけるようなことをしては「角を矯めて牛を殺す」ことになると考え、学生たちの模範になるようなプロ球団を作ることで学生野球を浄化しようと提唱する。こうして、1920年、東京府東京市芝区（現：東京都港区）の芝浦に日本運動協会（商号：合資会社日本運動協会。以下、「協会」と表記）が設立された。
チーム設立の中心となったのは河野と、早稲田で河野のチームメイトであった押川清、橋戸信の3人である。橋戸が社長、河野と押川が専務を務めた。この3人の他には、中野武二、島田善介、桜井弥一郎、中澤不二雄といった後に野球殿堂入りする大学野球OBたちや、泉谷祐勝、大村一蔵、三島弥彦といった、河野らが所属していたスポーツ社交団体「天狗倶楽部」のメンバー、河野の義兄であり、野球部の後輩になる飛田穂洲なども設立に協力している。飛田は生涯プロ野球を否定し続けたが、協会だけは例外であった。

#### プロ球団としての土台作り
翌1921年（大正10年）、まずは本拠地球場となる芝浦球場を建設し、同時に新聞紙上に広告を出して選手の公募を行った。応募者の総数は200人以上だったが、職業野球というものが成立し得るのかどうかが疑問視されていた時代にあって、早稲田や慶應などといった大学のOB・現役選手の応募は1人もなかった。野球の技量だけでなく、学生野球選手達の模範たりうるような人格を持っているかということも重要視された採用面接を経て採用された選手は14歳から27歳までの14人。初代主将には、後に東京巨人軍入りする山本栄一郎が選ばれた。
こうして選手も集まり、1921年（大正10年）秋、芝浦球場に合宿所（兼クラブハウス）が完成したことをきっかけにチームは本格的に始動する。ただし、結成から約1年の間は、練習に徹し対外試合は一切行なわれなかった。この間、平行して英語、数学、簿記などの勉強も行なわれている。これは、「大学選手と対等な学力、社会常識がなければプロ野球を世間に認めさせることができない」という考えと、野球ができなくなった時に役に立つように、という考えから行なわれたものである。これについて、協会で捕手を務めていた片岡勝は後に「外出にはいちいち河野先生の許可が必要でした（中略）プロ野球選手の合宿というより、きびしい学校の寄宿舎生活のようでした（中略）いまでいう管理野球そのものですが、それを不満に思うものは一人もいませんでした。日本のプロ野球のリーダーになるのだから、これくらいの苦労は当たり前だ、と思っていました」と語っており、また、山本栄一郎は生前「あのころは本当に幸せだった」と語っていたという。

#### プロ球団としての本格始動
1922年（大正11年）6月21日、朝鮮・満州へ遠征し、初めて試合を行う。押川が当時の『運動界』に書いたところによれば、同じ土地で行なわれていた相撲の興行を圧倒するほどの人気があったという。この遠征は約1カ月間続き、総合成績は12勝5敗であった。
帰国後、軽井沢で早稲田野球部の二軍と合同合宿を行なう。この合宿中に協会が見せた技術やマナーは安部磯雄を感心させ、早稲田野球部一軍と協会との試合が行なわれることになる。当時の早稲田野球部は、谷口五郎や田中勝雄など、後に野球殿堂入りする強力な選手を抱えており、人気・実力共に日本一とも目されていた野球チームであった。このため、試合前は早稲田が圧勝するだろうと見られていたが、実際に試合をしてみると、延長戦にもつれ込んでの早稲田1-0協会という僅差の結果であり、敗れはしたものの協会は大いに株を上げた。これにより、各地のアマチュアクラブチームから試合の申し込みが相次ぐようになり、当時の実業団チームの中では最強といわれた大阪毎日（大毎）野球団など多くのチームと対戦した。
翌1923年（大正12年）は、早稲田大学からも勝利をあげるなどチーム力も向上し、6月21日には京城（現：韓国ソウル）で日本で2番目のプロ野球球団である天勝野球団と対戦する。この、日本初となるプロ球団同士の試合は、初戦は6-5で天勝が、2戦目では3-1で協会が勝利し、1勝1敗の引き分けとなっている。この後、8月30日に芝浦球場で3戦目が行われ、これは5-1で協会が勝利した。

#### 日本運動協会の解散
しかし、その直後の9月1日に関東大震災が発生。芝浦球場は震災自体には耐えたものの、救援物資置場として戒厳司令部に徴発されてしまう。当初は非常時故にやむを得ないとして、仙台や戸塚球場などで試合をしていた協会であったが、翌1924年（大正13年）になっても芝浦球場は返還されず、それどころかグラウンド上に倉庫が新たに建てられていた。ここに及んで当局に返還の意図がないことを悟った協会は、本拠地なしでは長く興行を続けていくことは不可能と判断し、解散を決定。1月23日、マスコミに解散が発表された。
なお、天勝野球団も、震災によって自然消滅的に解散している。

### 宝塚運動協会

#### 再結成
当時阪神急行電鉄（のちの阪急電鉄、現：阪急阪神ホールディングス。以下、阪急）社長であった小林一三は、協会解散の報を聞くと、宝塚経営課員を上京させ、協会を引き取ることを申し入れる。この時、阪急以外にも花月園遊園地などいくつかの申し入れがあったが、阪急が一番熱心であり、スポンサーとして金は出すが協会の理想はすべて継承する、と約束されたこともあって協会はこの申し入れを受け入れることとなった。こうして協会は、本拠地を兵庫県川辺郡小浜村（現：宝塚市）の宝塚球場へ移転、宝塚運動協会として再結成された。この時、押川は家の跡取りとして東京を離れられなかったため、河野のみが指導者として関西へ同行している。
小林は1923年に執筆したと推定される「職業野球団打診」という文章で、
| 「 | グラウンドを持つ鉄道会社、たとえば東京ならば、京成電車、東横電車、関西ならば、阪神の甲子園、阪急の宝塚、京阪の寝屋川、大阪鉄道の何とかいうグラウンド等立派な野球場を持つ是等の鉄道会社が各会社専属のグラウンドにて、毎年春秋二期にリーグ戦を決行する、そうして優勝旗の競争をする、斯くすることによって各電鉄会社は相当の乗客収入と入場料と得るのであるから、野球団の経営費を支出し得て、或は余剰があるかもしれない。 | 」 |

と記しており、電鉄会社によるプロ野球リーグの構想を抱いていた。宝塚運動協会の結成はその第一歩といえるものであった。
宝塚運動協会となってからは、主将として投打の中心であった山本が肩を壊し退団（なお、山本退団後の主将は三塁手の清水鷹治郎が務めた）するというアクシデントもあったが、新たにエース投手となった大貫賢がその穴を埋める活躍を見せるなどもあってチーム力は向上していた。日本運動協会時代には相手さえしてもらえなかった慶應、明治などといった大学の野球部と互角の戦いを繰り広げたり、かつては1勝もできなかった大毎野球団に勝利するなどしている。一度三高（現・京都大学）に2-1で敗れたときなどは、その報を聞いた新聞社が「協会が三高に敗れるはずがないので聞き間違いだろう」と判断し、翌朝の新聞に「協会が2-1で勝利」という記事を載せてしまったほどである。

#### 宝塚運動協会の解散〜その後
しかし、昭和金融恐慌が起こるなど不況が続くことや、後に続くプロ球団が結局出てこなかったことなどもあり、チームの先行きは決して明るいものではなかった。阪急は協会の維持に年間3万円を負担していたという。そのような中、大毎が経営不振で解散する。最大の人気カードを失ったことから阪急首脳陣は協会に見切りをつけ、1929年（昭和4年）7月31日をもって協会は解散した。
選手たちは、簿記などの勉強が功を奏して阪急の関連会社に就職した者が多かったほか、朝鮮や満州の実業団に転じたものもいた。
宝塚協会の解散後、日本におけるプロ野球の歴史は、1934年（昭和9年）12月に大日本東京野球倶楽部（現：読売ジャイアンツ）が結成されるまで5年の空白期間を挟むことになる。この時、山本栄一郎が東京倶楽部に参加している。また、大貫賢は東京セネタースに入団して主将を務めた後、河野・押川によって創設された後楽園イーグルスに入団した。
1936年（昭和11年）には、宝塚運動協会の経営母体だった阪急が、大阪阪急野球協会（阪急軍。現：オリックス・バファローズ）を結成した。ただし、片岡勝がマネージャー兼スカウトとして参加していた以外に球団としてのつながりはない。

## 球団歌
芝浦時代に「日本運動協会野球歌」という球団歌が存在した。作曲者は不明。作詞者は、天狗倶楽部のメンバーでもあった詩人の児玉花外。これは、「日本初のプロ野球球団歌」とされることの多い阪神タイガースの歌（六甲おろし）よりも古い球団歌である。

## 総合成績
※1.日本運動協会・宝塚運動協会を通して記述する。
※2.一塁手の原山芳三郎の記録による。
| 年度   | 試合数 | 勝利 | 敗北 | 引分 | 勝率 |
| ------ | ------ | ---- | ---- | ---- | ---- |
| 1922年 | 44     | 28   | 14   | 2    | .667 |
| 1923年 | 59     | 39   | 13   | 7    | .750 |
| 1924年 | 81     | 58   | 20   | 3    | .744 |
| 1925年 | 75     | 58   | 17   | 0    | .773 |
| 1926年 | 54     | 37   | 16   | 1    | .698 |
| 1927年 | 52     | 37   | 15   | 0    | .712 |
| 1928年 | 67     | 38   | 28   | 1    | .576 |
| 1929年 | 35     | 27   | 8    | 0    | .771 |
| 計     | 467    | 322  | 131  | 14   | .711 |

## その他
6代目尾上菊五郎は、宝塚に公演に来た際に、すぐ側のグラウンドで練習をしていた協会を見て大の野球好きとなり、後に自分でもチームを結成したほか、山本栄一郎など多くの野球選手の面倒を見ることになった。これは協会の「陰の功労」の一つともいわれている。